# جيريمي بلوم
جيريمي بلوم (بالإنجليزية: Jeremy Bloom)‏ هو عارض أمريكي، ولد في 2 أبريل 1982 في فورت كولنز في الولايات المتحدة.

## وصلات خارجية
- جيريمي بلوم على موقع الاتحاد الدولي للتزلج (التزلج الحر) (الإنجليزية)
- جيريمي بلوم على موقع أوليمبيديا (الإنجليزية)